# Valentin Otho
Ne doit pas être confondu avec Valentin Otto (cantor).

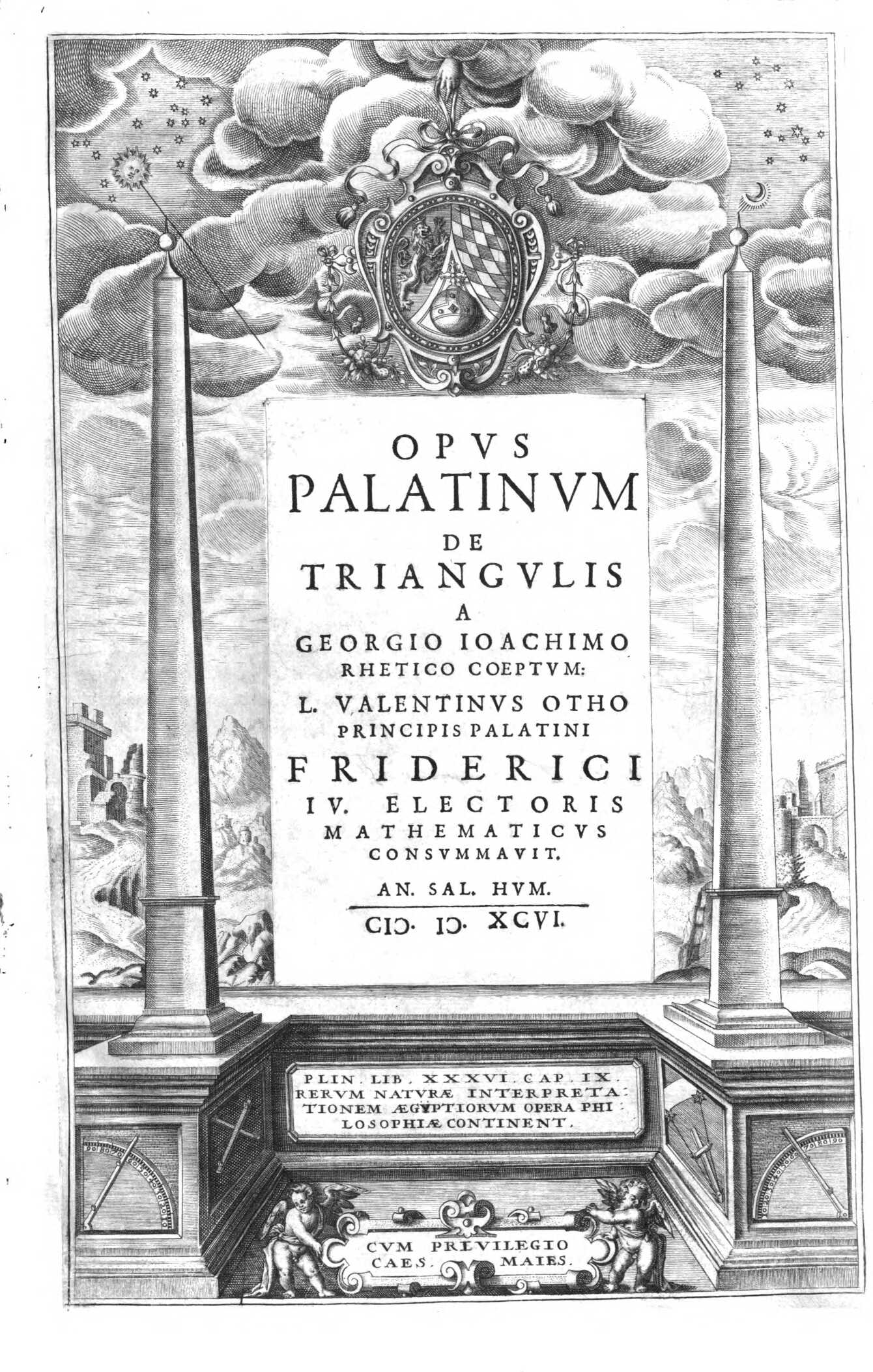
Page de titre de lOpus Palatinum de Triangulis (1596) ouvrage de trigonométrie de Rheticus et Otho ; les piédestaux des obélisques portent des instruments astronomiques, quadrant et bâton de Jacob ; un schéma sur l'obélisque de gauche illustre la mesure de la hauteur du soleil.

Valentin Otho ou Othon (ou encore Valentinus Otho, Valentin Otto, ...), né vers 1545, probablement à Magdebourg, et mort en 1603 à Heidelberg, est un mathématicien allemand. On se souvient de lui comme disciple de Georg Joachim Rheticus, dont il poursuit le monumental travail d'établissement de tables trigonométriques suffisamment précises, en particulier pour l'astronomie de l'époque, tables qu'il publie en 1596. Le travail de Rheticus et Otho ne sera véritablement achevé qu'au début du XVIIe siècle par Bartholomeus Pitiscus.

## Biographie

### Études à Wittenberg
On ignore tout des premières années de Valentin Otho. Pour évaluer ses date et lieu de naissance, on dispose essentiellement de deux informations :  d'une part, il s'est inscrit, le 13 avril 1561, à l'université de Wittenberg sous le nom de « Valentinus Otto Magdeburgensis » ; d'autre part, il aurait rencontré Georg Joachim Rheticus pour la première fois à l'âge où celui-ci avait fait la connaissance de Nicolas Copernic, soit autour de ses 25 ans. Cette rencontre est elle-même datée, le plus souvent, de la fin 1573. Se déclarant originaire de Magdebourg, Valentin Otho aurait donc pu naître dans cette ville, vers 1545 ou 1546. 
En 1573, il est toujours à Wittenberg, où il propose à Johannes Praetorius plusieurs approximations du nombre π, dont l’excellente π ≈ 355/113, exacte à 6 décimales. Il semble qu'Otho soit le premier à introduire en Occident cette approximation, pourtant connue en Chine plus d'un millénaire auparavant. Il l'obtient à partir de celles d'Archimède — π ≈  22/7 — et de Ptolémée —  π ≈ 377/120 —, en prenant (377-22)/(120-7).

### Rencontre avec Rheticus
La même année (ou peut-être dès 1571 – selon Hilfstein 1986, p. 222), il décide de rejoindre Georg Joachim Rheticus, qui demeure à Košice (alors Cassavia, en Haute-Hongrie). Rheticus, qui vivait à cette époque de la médecine, était depuis longtemps engagé dans l'établissement de tables trigonométriques beaucoup plus précises que celles connues. Son ambition apparaissait déjà dans son Canon doctrinae triangulorum de 1551, et il avait permis la publication d'une lettre à Pierre de la Ramée de 1568 qui annonçait son programme. Otho déclarera ensuite que c'était son enthousiasme à la lecture du Canon doctrinae triangulorum qui l'avait poussé à rejoindre Rheticus. Certains historiens font l'hypothèse qu'Otho avait également pu être chargé par le réseau d'astronomes et de mathématiciens autour de Wittenberg de ramener Rheticus dans le giron des mathématiques.
Quoi qu'il en soit, l'arrivée du jeune mathématicien redonne vigueur à l'ambition mathématique de Rheticus, qui se voit revivre, dans le rôle du maître, sa rencontre 34 ans auparavant avec Copernic. Les deux mathématiciens travaillent à l'établissement et la relecture des tables. À l'automne 1574, Otho doit aller chercher, à Cracovie (où Rheticus avait vécu 20 ans), les papiers dont celui-ci a besoin pour poursuivre son œuvre. À son retour, il trouve son maître malade, et celui-ci meurt dans ses bras, le 4 décembre 1574, après lui avoir légué son travail, qu'Otho promet de terminer.
Valentin Otho se retrouve en possession de l'ensemble des papiers de Rheticus, dont fait partie le manuscrit original du De revolutionibus de Copernic. Rheticus et son projet bénéficiaient du soutien du Baron Rueber (de), Capitaine-Général de Haute-Hongrie, soutien qui se reporte sur le disciple. Le baron obtient de l’empereur Maximilien une pension pour qu'Otho puisse achever le travail de son maître. Cependant, Maximilien meurt moins de 2 ans plus tard, ce qui interrompt les versements.

### Retour à Wittenberg et errance
Toujours soutenu par le baron Rueber, qui n'a cependant pas les moyens de l'entretenir bien longtemps, Otho trouve une chaire de professeur de mathématiques à Wittenberg, en 1576, et le financement de son projet par le prince-électeur Auguste de Saxe.
Mais Wittenberg est alors l'enjeu d'un conflit entre philippistes et luthériens orthodoxes, qui tourne à l'avantage de ces derniers. Accusé de cryptocalvinisme (en), Caspar Peucer, le propre gendre de Philipp Melanchthon, et ami de Valentin Otho, est jeté en prison à Leipzig en 1576, et y restera jusqu'en 1586. Otho est rapidement suspect et, à l'instar d'un certain nombre de ses collègues, se voit obligé de fuir la ville et son université, probablement vers 1580. Selon ses propres dires, il mène pour quelques années une vie errante, pour laquelle les historiens en sont réduits aux hypothèses.

### Heidelberg et l’Opus Palatinum de triangulis
Sur les conseils de Caspar Peucer, récemment libéré, il prend la route du Palatinat, où il est engagé à l'université de Heidelberg en 1586. En 1587, il reçoit une pension de l'électeur palatin Frédéric IV et du régent Jean Casimir , pour parachever l'œuvre de Rheticus. Mais l'ouvrage, s'il est très attendu par les mathématiciens comme Adrien Romain, et s'appuie sur le travail de Rheticus (qui avait engagé pendant douze ans plusieurs assistants à Cracovie pour les calculs), demande encore un énorme travail, et Otho est handicapé par des problèmes de santé. L'Opus palatinum de triangulis, a Georg. Joach. Rhetico coeptum, a L. Valentino Othone consummatum de Rheticus et Otho paraît finalement en 1596, dédié à son dernier mécène, le prince électeur Frédéric IV. Cet ouvrage monumental de 1500 pages comporte plus de 700 pages de tables, accompagnées de textes expliquant leur construction ainsi que l'utilisation de la trigonométrie. Les textes sont dus à Rheticus et à Otho. Ce dernier a, en particulier, ajouté un traité de 341 pages, divisé en 5 livres, consacré aux triangles sphériques dans le cas général, le De Triangulis Globi sine angulo recto. Il fait suite au De Triangulis Globi cum angulo recto (Des triangles sphériques rectangles) de Rheticus . Près de deux siècles plus tard, Jean Bernoulli (troisième du nom) dira du bien de ce traité d'Otho.
L'ouvrage comporte trois tables, celles de Rheticus, les tables de sinus & de tangentes, se trouvent dans ce volume avec pour titre: Magnus Canon Doctrinœ triangulorum .
Toutefois, il apparaît rapidement que les tables de sécantes et de tangentes de l'Opus Palatinum de Triangulis sont entachées d'erreurs. Comme le remarque Adrien Romain, pour calculer celles-ci avec une précision de 10 décimales, il est nécessaire d'avoir, pour les valeurs proches des extrémités du quadrant, une précision bien supérieure pour les calculs de sinus. Le prince électeur, dont la réputation est engagée, demande que les tables soient corrigées. Mais Valentin Otho s'avère trop malade pour entreprendre la tâche, que le prince confie alors à Bartholomäus Pitiscus, son chapelain, mais aussi mathématicien capable et déjà auteur d'un traité de trigonométrie. Rheticus avait calculé une partie de sa table des sinus avec une précision de 15 décimales. Mais l'âge et la maladie rendent la mémoire d'Otho déficiente, et il pense avoir abandonné les manuscrits de son maître à Wittenberg, où Pitiscus envoie en vain un émissaire les chercher. Otho meurt le 8 avril 1603 à Heidelberg. Son collègue et ami Jacob Christmann, alors doyen des arts de l'université, prend en charge et explore les livres manuscrits et papiers personnels laissés par Otho, et retrouve les manuscrits de Rheticus, « contre toute attente » ainsi que l'écrit Pitiscus. Pitiscus peut alors les utiliser et, en les prolongeant de ses calculs personnels, faire publier en 1607 une seconde édition, corrigée, de l'Opus Palatinum de Triangulis. Il utilisera encore les manuscrits de Rheticus pour son  Thesaurus mathematicus, publié en 1613.
Valentin Otho fait également partie des mathématiciens européens auxquels Adrien Romain adresse en 1593 son défi mathématique. 
Jakob Christmann retrouve également dans les documents laissés par Otho le manuscrit du De revolutionibus de Copernic. Dans une note apposée sur celui-ci, il en précise les propriétaires successifs : Rheticus, Otho, puis lui-même. Christmann meurt le 16 juin 1613, et le précieux document tombe de sa veuve en la possession de Johannes Amos Nivanus Komensky (1592-1670), puis de là on perd sa trace pendant deux siècles. Il était passé des mains du baron Otto de Nostitz, à Jawor Śląski, à celles de ses successeurs. En 1948, la famille des Nostitz ayant été accusée de collaborer avec les Nazis, le manuscrit devient propriété nationale et trésor culturel de la République tchèque, qui l'offre, en 1956, à la République Populaire de Pologne.

## Œuvres
- (la) Georg Joachim Rheticus et L. Valentinus Otho, Opus palatinum de triangulis, Neostadii in Palatinatu, Matthaeus Harnisius, 1596 (lire en ligne) (manuscrit original en http://www.bl.uk/manuscripts/FullDisplay.aspx?ref=Harley_MS_1720 )